# 劉寧 (明朝)
劉寧（？—1504年），字世安，明朝軍事將領。

## 生平
先祖為山陽郡高平縣人，襲世職，為永寧衛指揮使，其勇敢善戰。當時恰逢延綏用兵，其上疏請效死，兵部尚書白圭贊許批准。後因功遷都指揮使，充宣府遊擊將軍。成化十八年（1482年），劉寧在塔兒山以及周璽、董昇在黑石崖作戰有功，劉寧升至都督僉事，改左參將，分守陽和。成化十九年（1483年）秋，亦思馬因入侵，大同總兵官許寧分遣周璽守懷仁，劉寧與董昇營西山，自將中軍，擊之夏米莊，敗績。劉寧與董昇被團團包圍，幾乎淪陷。之後發巨炮擊之，敵多死，方才解圍。周璽聽聞中軍失利，亟還兵援，并乘勝追擊。隨後劉寧重整部隊，接連獲勝。當時許寧因作戰失利獲罪，唯獨劉寧與周璽有功，劉寧遷都督同知。
劉寧隨後改為左副總兵，協守大同。弘治年間，佩平羌將軍印，鎮甘肅，後擊退入寇，進右都督。弘治八年（1495年），與巡撫許進襲破吐魯番，進左都督，增俸百石，以疾還京。弘治十三年（1500年），大同告警，命劉寧為副總兵，從平江伯陳銳抵禦，兩人有矛盾，致使敵軍撤退。遂坐停半俸閑住，之後詔還全俸。弘治十七年（1504年）去世，贈廣昌伯。